# إنليل نادين أخي
إنليل نادين هو ملك بابلي والملك ال37 والأخير لسلالة بابل الثالثة الكاشية، خلف الحكم من أخيه زابابا شوما إيدينا، إنتهى حكم الكاشيين لبلاد بابل بعد أن تمكن مردوخ قابيط أخيشو من سلالة إيسن الآرامية من السيطرة على حكم بابل.